# Pietro Torretta

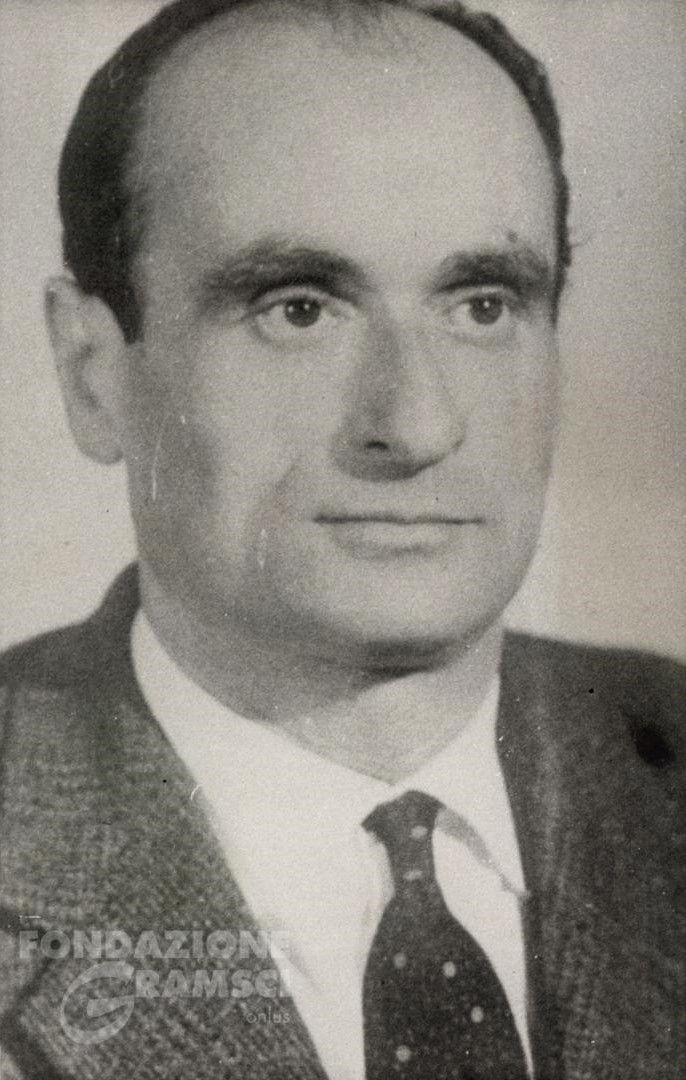
Primer plano del jefe de la Cosa Nostra Pietro Torretta, años 60 (probablemente 1964). Autor: Dufoto / Publifoto, Palermo. Marca de agua de la Fundación Gramsci.

Pietro Torretta (ca. 1912 - 3 de octubre de 1975) fue un mafioso siciliano . Era el jefe de la familia mafiosa en el distrito de Uditore de Palermo y uno de los protagonistas en la Primera guerra de la mafia. Fue considerado el hombre que planeó la Masacre de Ciaculli.

## Los inicios
Pietro Torretta provenía de una larga serie de mafiosos. Probablemente era hijo de Francesco Torretta, quien es mencionado en el informe policial de Sangiorgi a finales del siglo XIX calificado como un mafioso de relieve. Fue miembro de la banda de Salvatore Giuliano. Fue detenido por primera vez en 1948 por cargos de extorsión, pero quedó en libertad por falta de pruebas.

## Inicios en la mafia
Entre los años 1950 y 1960, Torretta, junto con otros advenedizos jefes mafiosos como los hermanos la Barbera y sus secuaces, eran vistos como integrantes de una "nueva mafia" que adoptaron nuevas técnicas de gánsteres. Otras cosche más pequeñas llegaron a reconocer la supremacía de estos jefes – una supremacía basada en la pura violencia. Hombres que estaban comenzando su "carrera" en su sombra se estaban formando en la nueva generación de mafiosos; tenían iniciativa, y el camino hacia el liderazgo de una cosca se vislumbró, por tanto, más fácil y accesible para aquellos que hubieran pretendido escalar posiciones a base de actos violentos. Algunos de ellos eran Tommaso Buscetta, y también Gerlando Alberti.
Cavataio participó activamente en lo que se conoce como el 'saqueo de Palermo' cuando Salvo Lima era alcalde de Palermo. Los jefes de la mafia obtenían licencias de construcción a través de contactos con los políticos. El auge de la construcción provocó la destrucción del cinturón verde de la ciudad y de las villas que habían simbolizado un gusto por la arquitectura, para dar paso a una invasión de cemento y de bloques de apartamentos de mala calidad.

## Primera Guerra de la Mafia
Torretta fue uno de los protagonista de la Primera guerra de la mafia. Se puso del lado de los hermanos La Barbera contra un grupo rival encabezado por Salvatore "Ciaschiteddu" Greco. Cuando Angelo La Barbera fue tiroteado y detenido en Milán en mayo de 1963, Torretta y Buscetta se consideraron los sucesores de Angelo La Barbera. Torretta se propuso para ser jefe de Palermo Centro y Buscetta como su segundo. Sin embargo, los Greco creían que la promoción de Buscetta era particularmente un peligro. La disputa gradualmente reavivó las hostilidades entre Torretta, Buscetta y los Greco. Torretta y Buscetta dieron el primer golpe emboscando a dos enemigos en casa de Torreta.
El 30 de junio de 1963, un coche bomba en Ciaculli mató a siete policías y militares enviados para desactivarla después de una llamada telefónica anónima. La indignación por la Masacre de Ciaculli cambió lo que hasta entonces había sido una guerra entre clanes mafiosos en una guerra contra la mafia. Ello llevó al surgimiento de los primeros indicios de lucha contra la mafia por parte del Estado. La Comisión fue disuelta y muchos de los mafiosos que habían escapado del arresto huyeron al extranjero. Torretta era sospechoso de ser el hombre que estaba detrás del atentado, pero con el tiempo se supo que el verdadero instigador había sido Michele Cavataio.

## Arresto y condena
El 9 de febrero de 1964, fue arrestado Torretta. Fue uno de los principales acusados en el procesamiento sobre la guerra mafiosa que llevaba su nombre (Pietro Torretta + 121 acusaciones por el magistrado de investigación Cesare Terranova) en mayo de 1965. Se le atribuían 14 asesinatos, ya fueran ordenados o ejecutados personalmente. Entre éstos se encontraban las víctimas de la Masacre de Ciaculli.
Fue uno de los pocos mafiosos que recibió una dura sentencia en el proceso de Catanzaro en diciembre de 1968. Fue condenado a 27 años. Mientras duraba la apelación, quedó en libertad bajo una fianza de 1.400 dólares y bajo la condición de que se exiliara a Cittadella, una ciudad del norte de Italia.
Desterrados de Sicilia, Torretta murió el 3 de octubre de 1975, de insuficiencia renal en la isla de Asinara. Fue un estereotipo de gangster-mafioso de los años 60. Hombres como Torretta, Angelo La Barbera, Rosario Mancino y Tommaso Buscetta entre otros, fueron figuras controvertidas, desorganizadas en sus actividades que evidenciaban un momento de transición y crisis de la Cosa Nostra.